# Aderus nucrocephalus
Aderus nucrocephalus là một loài bọ cánh cứng trong họ Aderidae. Loài này được Pic miêu tả khoa học năm 1935.